# 49-я стрелковая дивизия (2-го формирования)
49-я стрелковая дивизия (49 сд) — воинское формирование (соединение, стрелковая дивизия) РККА в Великой Отечественной войне.
Дивизия участвовала в боевых действиях с января 1942 года.
Сокращённое наименование — 49 сд.

## Формирование
Дивизия сформирована на основании приказа Ставки Верховного Главного командования от 31.12.1941 года и Директивы Московского военного округа от 04.01.1942 года на базе Ивановского добровольческого полка. Ядро дивизии составили ополченцы Ивановского рабочего полка им. Фурманова (позднее 222-й стрелковый полк). 31 декабря 1941 года переименована в 49-ю стрелковую дивизию.
Дивизия формировалась в период с 6 по 20 января 1942 года в Московском военном округе.
Управление дивизии:
- 15 стрелковый полк, 85 омсб, 886 отд. ветлазарет[источник не указан 1913 дней], 217 отдельная мотострелковая разведрота, 85 отдельная авторота подвоза, — г. Иваново
- 212 сп и 1 осб — г. Кинешма
- 222 сп и 421 полевая хлебопекарня — г. Владимир
- 31 арт. полк, 121 оиптд, 103 отд. миномётный дивизион — г. Шуя

На основании боевого распоряжения Штаба Московской зоны обороны № 00647 от 22.08.1942 года, дивизия была направлена на Сталинградский фронт, куда прибыла к 28 августа 1942 года.

## Боевой путь дивизии
49-я дивизия в действующей армии с 9 марта 1942 года. Принимала участие в Сталинградской битве, вела бои на окраине Сталинграда в районе завода «Баррикады».
Летом 1943 года принимала участие в Курской битве. В сентябре—октябре того же года отличилась в боях за Рославль.
25 сентября 1943 года дивизии было присвоено почётное наименование «Рославльская». В то же время, в журнале боевых действий 212-го полка 49 с.д. за 10 января 1943 года дивизия уже обозначена как «Рославльская».
В 1944 году участвовала в освобождении Белоруссии и Литвы. Прошла с боями около 700 километров.
В 1945 году участвовала в прорыве линии обороны противника южнее Варшавы. Форсировала Вислу и Одер. Штурмовала сильно укреплённый Франкфурт-на-Одере. В конце войны ликвидировала группировку противника в районе Берлина.
Награждена орденами Красного Знамени, Суворова 2 степени.
В 1957 году на её базе была создана 49-я мотострелковая дивизия.

## Полное название
49-я стрелковая Рославльская Краснознамённая ордена Суворова дивизия (Ивановская дивизия народного ополчения)

## Состав
- 15-й стрелковый полк (до 20.06.43) (Ивановский)
- 551-й стрелковый (с 30.06.43) Краснознамённый полк[3]
- 212-й стрелковый Томашовский ордена Суворова полк[4] (Кинешемский)
- 222-й стрелковый Краснознамённый полк[3] (Ивановский и Владимировский рабочий добровольческий полк им. Фурманова)
- 31-й артиллерийский ордена Александра Невского полк[5] (Шуйский)
- 121-й отдельный истребительно-противотанковый дивизион (Шуйский)
- 103-й миномётный дивизион (до 13.11.42) (Шуйский)
- 217-я отдельная разведывательная рота (Ивановская)
- 1-й отдельный сапёрный Краснознамённый[6] батальон[7] (Кинешемский)
- 79-й отдельный батальон связи (896-я отдельная рота связи)
- 85-й медико-санитарный батальон (Ивановский)
- 505-я отдельная рота химической защиты
- 85-я (111-я) автотранспортная рота (Ивановская)
- 421 полевая хлебопекарня (Владимирская)
- 886-й дивизионный ветеринарный лазарет (Ивановский)
- 1722-я полевая почтовая станция
- 1077-я полевая касса Государственного банка

## Подчинение
| Дата            | Фронт (округ)                        | Армия      | Корпус                 | Примечания |
| --------------- | ------------------------------------ | ---------- | ---------------------- | ---------- |
| 01.02.1942 года | Московский военный округ             |            |                        | Иваново    |
| 01.03.1942 года | Московский военный округ             |            |                        |            |
| 01.04.1942 года | Московская зона обороны              |            | -                      | -          |
| 01.05.1942 года | Московская зона обороны              |            | -                      | -          |
| 01.06.1942 года | Московская зона обороны              |            | -                      | -          |
| 01.07.1942 года | Московская зона обороны              |            | -                      | -          |
| 01.08.1942 года | Московская зона обороны              |            | -                      | -          |
| 01.09.1942 года | Сталинградский фронт                 | 66-я армия | -                      | Ерзовка    |
| 01.10.1942 года | Донской фронт                        | 24-я армия | -                      | -          |
| 01.11.1942 года | Донской фронт                        | 66-я армия | -                      | -          |
| 01.12.1942 года | Донской фронт                        | 24-я армия | -                      | -          |
| 01.01.1943 года | Донской фронт                        | 24-я армия | -                      | -          |
| 01.02.1943 года | Резерв Верховного Главнокомандования |            | -                      | -          |
| 01.03.1943 года | Западный фронт                       | 16-я армия | -                      | -          |
| 01.04.1943 года | Западный фронт                       | 16-я армия | -                      | -          |
| 01.05.1943 года | Западный фронт                       | 50-я армия | -                      | -          |
| 01.06.1943 года | Западный фронт                       | 50-я армия | -                      | -          |
| 01.07.1943 года | Западный фронт                       | 50-я армия |                        | -          |
| 01.08.1943 года | Западный фронт                       | 50-я армия |                        | -          |
| 01.09.1943 года | Западный фронт                       | 10-я армия |                        | -          |
| 01.10.1943 года | Западный фронт                       | 10-я армия |                        | -          |
| 01.11.1943 года | Западный фронт                       | 10-я армия |                        | -          |
| 01.12.1943 года | Западный фронт                       | 10-я армия |                        | -          |
| 01.01.1944 года | Западный фронт                       | 10-я армия | 70-й стрелковый корпус | -          |
| 01.02.1944 года | Западный фронт                       | 10-я армия | 70-й стрелковый корпус | -          |
| 01.03.1944 года | Белорусский фронт                    | 10-я армия | 70-й стрелковый корпус | -          |
| 01.04.1944 года | Белорусский фронт                    | 10-я армия | 70-й стрелковый корпус | -          |
| 01.05.1944 года | 2-й Белорусский фронт                | 49-я армия | 70-й стрелковый корпус | -          |
| 01.06.1944 года | 2-й Белорусский фронт                | 49-я армия | 70-й стрелковый корпус | -          |
| 01.07.1944 года | 2-й Белорусский фронт                | 33-я армия | 62-й стрелковый корпус | -          |
| 01.08.1944 года | 2-й Белорусский фронт                | 33-я армия |                        |            |
| 01.09.1944 года | 2-й Белорусский фронт                | 33-я армия | 62-й стрелковый корпус | -          |
| 01.10.1944 года | 2-й Белорусский фронт                | 33-я армия | 62-й стрелковый корпус | -          |
| 01.11.1944 года | 1-й Белорусский фронт                | 33-я армия | 62-й стрелковый корпус | -          |
| 01.12.1944 года | 1-й Белорусский фронт                | 33-я армия | 62-й стрелковый корпус | -          |
| 01.01.1945 года | 1-й Белорусский фронт                | 33-я армия | 62-й стрелковый корпус | -          |
| 01.02.1945 года | 1-й Белорусский фронт                | 33-я армия | 62-й стрелковый корпус | Швибус     |
| 01.03.1945 года | 1-й Белорусский фронт                | 33-я армия | 62-й стрелковый корпус | -          |
| 01.04.1945 года | 1-й Белорусский фронт                | 33-я армия | 62-й стрелковый корпус | -          |
| 01.05.1945 года | 1-й Белорусский фронт                | 33-я армия | 62-й стрелковый корпус | -          |

## Командование

### Командиры
- 08.01.1942—20.02.1942 —  полковник Червоний, Логвин Данилович
- 20.02.1942—05.06.1942 —  генерал-майор Фирсов, Павел Андреевич
- 17.06.1942—25.09.1942 — генерал-майор Додонов, Михаил Яковлевич
- 26.09.1942—21.10.1942 — генерал-майор Матвеенко, Пётр Иосифович
- 10.10.1942—27.11.1942 — генерал-майор Черников, Александр Никифорович
- 11.12.1942—04.06.1944 — полковник (генерал-майор) Чижов, Александр Васильевич
- 05.06.1944—??.08.1945 —  генерал-майор Богданович, Пётр Константинович
- апрель 1956—ноябрь 1957 —  полковник Баталов, Григорий Михайлович[9]

## Награды и наименования
| Награда (наименование)               | Дата             | За что награждена |
| ------------------------------------ | ---------------- | --- |
| Почётное наименование «Рославльская» | 25 сентября 1943 | За отличие в боях за овладение городом Рославль — оперативно важным узлом коммуникаций и мощным опорным пунктом обороны немцев на могилёвском направлении.                        |
| Орден Красного Знамени               | 19 февраля 1945  | За образцовое выполнение заданий командования в боях с немецкими захватчиками при прорыве обороны немцев южнее Варшавы и проявленные при этом доблесть и мужество                 |
| Орден Суворова II степени            | 5 апреля 1945    | За образцовое выполнение боевых заданий командования в боях с немецкими захватчиками при вторжении в пределы Бранденбургской провинции и проявленные при этом доблесть и мужество |

Награды частей дивизии:
- 551-й стрелковый Краснознамённый[12]полк[3]
- 212-й стрелковый Томашовский ордена Суворова полк[4]
- 222-й стрелковый Краснознамённый[12] полк[3]
- 31-й артиллерийский орденов Суворова[13] и Александра Невского полк[14][5]
- 1-й отдельный сапёрный Краснознамённый[6] батальон[7]

## Отличившиеся воины дивизии
| Награда | Ф. И. О.                         | Должность                                                                       | Звание                    | Дата награждения                            | Примечания |
| ------- | -------------------------------- | ------------------------------------------------------------------------------- | ------------------------- | ------------------------------------------- | --- |
|         | Богданович, Пётр Константинович  | Командир дивизии                                                                | Генерал-майор             | 06.04.1945                                  | |
|         | Дмитриев, Пётр Дмитриевич        | Командир стрелковой роты 212-го стрелкового полка.                              | Капитан                   | 27.02.1945                                  | |
|         | Киба, Григорий Константинович    | Командир стрелкового отделения 222-го стрелкового полка.                        | Старший сержант           | 24.03.1945                                  | |
|         | Машинцев, Михаил Савельевич      | Командир стрелкового батальона 551-го стрелкового полка.                        | Майор                     | 06.04.1945                                  | |
|         | Родионов, Иван Фёдорович         | Командир стрелкового батальона 222-го стрелкового полка.                        | Майор                     | 27.02.1945                                  | |
|         | Ровенский, Василий Григорьевич   | Заместитель командира батальона по политической части 212-го стрелкового полка. | Старший лейтенант ВС СССР | 27.02.1945                                  | |
|         | Сидоренко, Пётр Иванович         | командующий артиллерией дивизии                                                 | Полковник                 | 31.05.1945                                  | |
|         | Субботин, Павел Захарович        | Командир стрелкового батальона 212-го стрелкового полка.                        | Майор                     | 27.02.1945                                  | |
|         | Улицкий, Павел Михайлович        | Командир дивизиона 31-го артиллерийского полка.                                 | Капитан                   | 31.05.1945                                  | |
|         | Шошин, Владимир Никифорович      | Командир стрелковой роты 212-го стрелкового полка.                              | Лейтенант                 | 27.02.1945                                  | |
|         | Горлов, Фёдор Алексеевич         | Помощник командира сапёрного взвода 222-го стрелкового полка                    | Старший сержант           | 29.09.1944 04.03.1945 15.05.1946            | |
|         | Гришаков, Александр Егорович     | Разведчик 91-й отдельной разведывательной роты                                  |                           | 07.02.1944 24.03.1945                       | |
|         | Ерошенков, Пётр Макарович        | Командир отделения взвода пешей разведки 222-го стрелкового полка               | Сержант                   | 23.01.1944 07.02.1944 23.08.1944            | |
|         | Клецко, Афанасий Васильевич      | Сапёр 222-го стрелкового полка                                                  | Красноармеец              | 28.09.1944 29.03.1945 15.05.1946            | |
|         | Кузнецов, Григорий Тимофеевич    | Командир отделения отдельного сапёрного батальона                               | Сержант                   | 26.01.1945 21.02.1945 15.05.1946            | |
|         | Липилин, Иван Семёнович          | Командир расчёта 45-мм орудия 212-го стрелкового полка                          | Сержант                   | 31.08.1944 22.03.1945 15.05.1946            | |
|         | Лугинин, Анатолий Константинович | Разведчик-сапёр взвода пешей разведки 222-го стрелкового полка                  | Младший сержант           | 07.02.1944 08.03.1944 24.03.1945            | |
|         | Ореховский, Георгий Сергеевич    | Разведчик взвода пешей разведки 222-го стрелкового полка                        | Ефрейтор                  | 23.01.1944 07.02.1944 23.08.1944            | Погиб в бою 31 марта 1944 года.                                                                                            |
|         | Посохин, Михаил Игнатьевич       | Сапёр 1 отдельного сапёрного батальона                                          | Ефрейтор                  | 31.12.1943 08.02.1945 31.05.1945            | |
|         | Соколов, Сергей Дмитриевич       | командир орудийного расчёта батареи 45-мм пушек 222 стрелкового полка           |                           | 04.06.1944 06.11.1945 31.05.1945            | Указом Президиума Верховного Совета СССР от 7 октября 1947 года за убийство офицера был лишён всех государственных наград. |
|         | Суслов, Сергей Александрович     | Командир отделения взвода пешей разведки 222-го стрелкового полка               | Сержант                   | 23.01.1944 07.02.1944 23.08.1944            | |
|         | Терехов, Александр Кузьмич       | Командир отделения 91-й отдельной разведывательной роты                         | Сержант                   | 23.01.1944 09.09.1944 08.03.1945 15.05.1946 | Награждён четырьмя орденами Славы                                                                                          |
|         | Фёдоров, Василий Устинович       | Командир отделения 91-й отдельной разведывательной роты                         | Сержант                   | 23.01.1944 08.03.1944 24.03.1945            | |